# Salifou Lindou
 (janvier 2018).
Si vous disposez d'ouvrages ou d'articles de référence ou si vous connaissez des sites web de qualité traitant du thème abordé ici, merci de compléter l'article en donnant les références utiles à sa vérifiabilité et en les liant à la section « Notes et références ».
Salifou Lindou, né en 1965 à Foumban (Cameroun), est un plasticien autodidacte, qui vit et travaille à Douala.

## Biographie

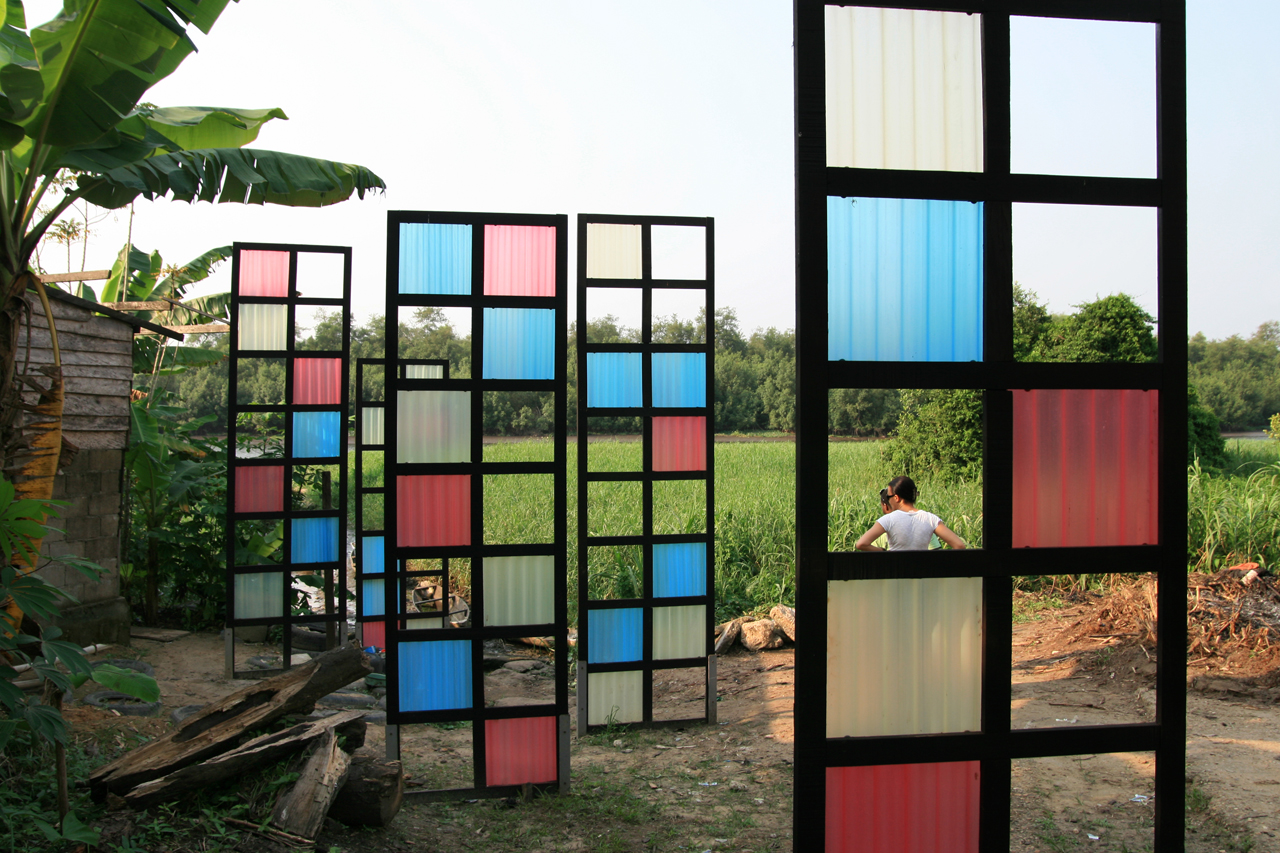
Face à l’eau est une installation d'art public réalisée par l'artiste Salifou Lindou, située à Douala, Cameroun.

Salifou Lindou est né en 1965 au Cameroun. Il suit une année de formation en scénographie de théâtre à l’École des arts décoratifs de Strasbourg.
Artiste engagé, il est membre fondateur du Cercle Kapsiki, un collectif de cinq plasticiens de Douala.
Salifou expérimente sans cesse de nouveaux matériaux, souvent de récupération, façonne, structure et déstructure la matière. Tôle, terre, cuir, verre, acier, toile de jute, il aime poncer, effacer, voir ce qu'il y a derrière la matière. Il s’exprime par la sculpture, la peinture, l’installation, la performance ou encore l’action painting. Son thème favori, né de ses rencontres avec l’association doual’art, est l’urbain. Il a implanté à Douala, dans son ancien quartier de résidence, Bonamouti-Deïdo, l’œuvre d’art public Face à l’eau.
En 1998, Salifou Lindou a participé à la Biennale d'art contemporain africain Dak'art, au Sénégal. La même année, il a exposé une pièce unique à la galerie Mam (Douala) dans le cadre du projet initié par le Centre Culturel Français de Douala. En 2002, on le retrouve au Salon International d'Art Contemporain du Sud, à Paris, en France. Puis en 2005, il participe à ARCO, Salon International d'Art contemporain espagnol, à Madrid, en Espagne. En 2009, il présente l'exposition Émotions partagées, en collaboration avec Christian Hanussek, à l'espace doual'art au Cameroun.

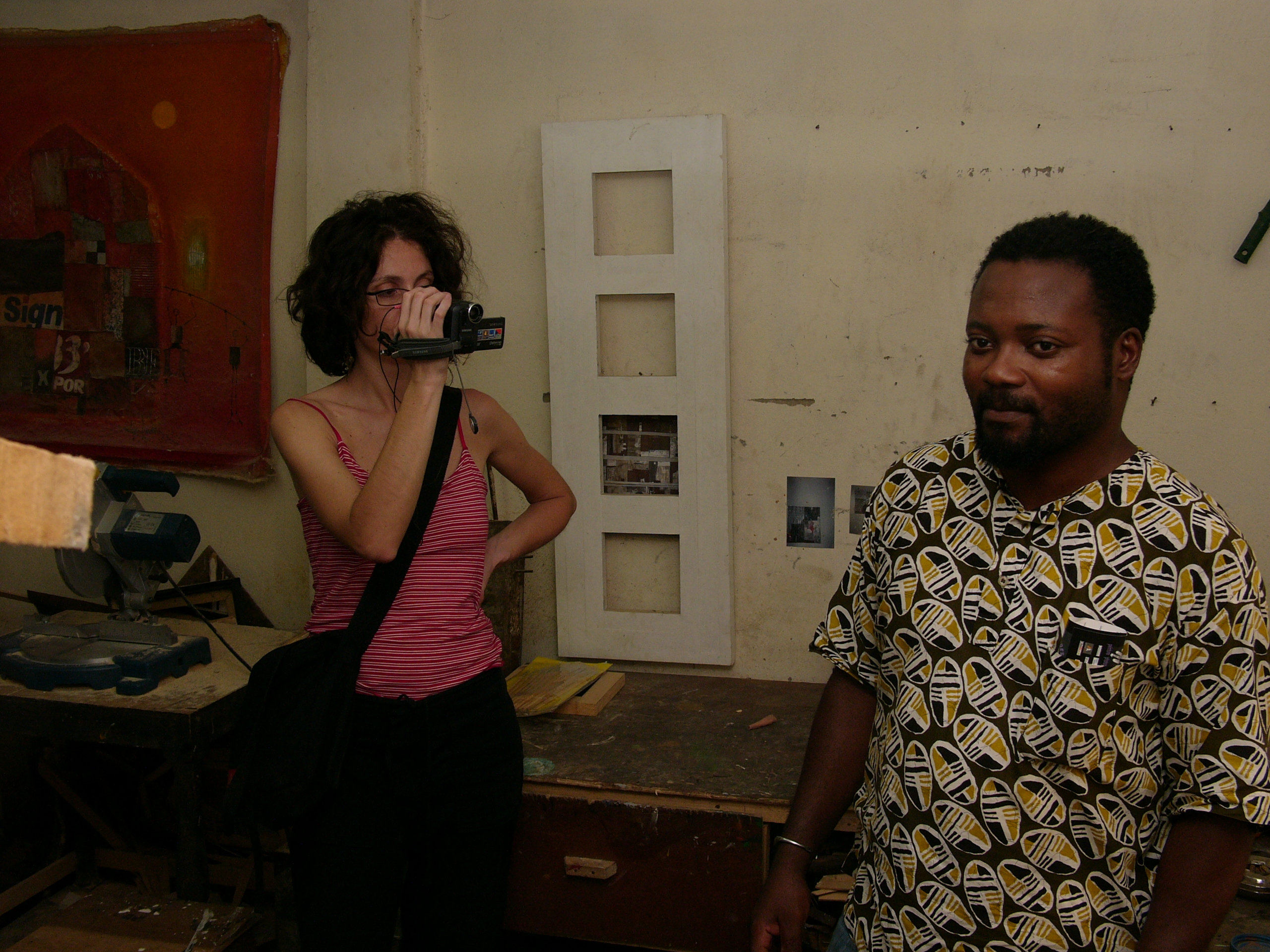
Ars&Urbis international workshop photos by Christian Hanussek 89

## Expositions
- 2021 : Résiste, Exposition en duo de Salifou Lindou et Sejiro Avoseh à la galerie Afikaris à Paris[3]
- 2023: Dans le bruit de la ville du 25 mai au 20 juin 2023, à la galerie Afikaris à Paris[4]
- 2023: Participation au group show Ce que nous donne la terre, à la galerie Afikaris à Paris
- 2023: Social Game, exposition personnelle à The African Centre à Londres du 14 au 26 novembre 2023[5]
- 2024: Les Collines de l'Espoir, du 21 mars au 4 mai 2024, à la galerie Afikaris à Paris[6]